# Blackburn Rovers Football Club 2016-2017
Questa voce raccoglie le informazioni riguardanti il Blackburn Rovers Football Club nelle competizioni ufficiali della stagione 2016-2017.

## Rosa
| N. |                        | Ruolo | Calciatore       |
| -- | ---------------------- | ----- | ---------------- |
| 1  | Inghilterra (bandiera) | P     | Jason Steele     |
| 2  | Galles (bandiera)      | D     | Adam Henley      |
| 3  | Scozia (bandiera)      | D     | Gordon Greer     |
| 4  | Irlanda (bandiera)     | D     | Tommie Hoban     |
| 5  | Irlanda (bandiera)     | D     | Derrick Williams |
| 6  | Inghilterra (bandiera) | C     | Jason Lowe       |
| 7  | Inghilterra (bandiera) | C     | Liam Feeney      |
| 8  | Irlanda (bandiera)     | C     | Jack Byrne       |
| 9  | Irlanda (bandiera)     | A     | Anthony Stokes   |
| 10 | Inghilterra (bandiera) | C     | Ben Marshall     |
| 11 | Norvegia (bandiera)    | C     | Martin Samuelsen |
| 12 | Inghilterra (bandiera) | A     | Danny Graham     |
| 14 | Scozia (bandiera)      | D     | Charlie Mulgrew  |
| 15 | Inghilterra (bandiera) | D     | Elliott Ward     |
| 17 | Paesi Bassi (bandiera) | A     | Marvin Emnes     |

| N. |                             | Ruolo | Calciatore       |
| -- | --------------------------- | ----- | ---------------- |
| 18 | Portogallo (bandiera)       | A     | Lucas João       |
| 19 | Inghilterra (bandiera)      | A     | Sam Gallagher    |
| 20 | Scozia (bandiera)           | C     | Stephen Hendrie  |
| 21 | Inghilterra (bandiera)      | C     | Hope Akpan       |
| 23 | Inghilterra (bandiera)      | C     | Danny Guthrie    |
| 26 | Irlanda (bandiera)          | C     | Darragh Lenihan  |
| 27 | Inghilterra (bandiera)      | C     | Willem Tomlinson |
| 28 | Inghilterra (bandiera)      | C     | Connor Mahoney   |
| 29 | Irlanda del Nord (bandiera) | D     | Corry Evans      |
| 30 | Inghilterra (bandiera)      | D     | Wes Brown        |
| 31 | Giamaica (bandiera)         | C     | Elliott Bennett  |
| 32 | Scozia (bandiera)           | C     | Craig Conway     |
| 33 | Spagna (bandiera)           | P     | David Raya       |
| 34 | Inghilterra (bandiera)      | D     | Scott Wharton    |